# 42 One Dream Rush
42 One Dream Rush – eksperymentalny film średniometrażowy produkcji amerykańskiej, wyreżyserowany w 2010 roku przez czterdziestu dwóch reżyserów z całego świata. Premiera obrazu odbyła się 15 września 2010 na łamach witryny internetowej Netflix. Na projekt składają się czterdzieści dwa filmy, trwające około jedną minutę. Każdy segment wyreżyserowany został przez innego twórcę. Tematyką łączącą kolejne segmenty są marzenie senne.

## Twórcy

### Reżyserzy
| - Kenneth Anger - Asia Argento - Tadanobu Asano - Siergiej Bodrow - Charles Burnett - Brian Butler - Jonathan Caouette - Leos Carax - Niki Caro - Yung Chang - Michele Civetta - Larry Clark - Joe Coleman - Zachary Croitoroo | - Abel Ferrara - Mike Figgis - James Franco - Chris Graham - Florian Habicht - Rinko Kikuchi - Terence Koh - Harmony Korine - Ye Lou - David Lynch - Griffin Marcus - Chan Marshall - Ryan McGinley - Rajan Mehta | - Jonas Mekas - Chris Milk - Grant Morrison - Charlotte Kemp Muhl - Gaspar Noé - Dee Poon - Matt Pyke - Carlos Reygadas - Lola Schnabel - Floria Sigismondi - Mote Sinabel - Taika Waititi - Arden Wohl - Zhang Yuan |

### Obsada
| - Chloë Sevigny jako kobieta o czerwonych oczach - Paz de la Huerta jako kobieta na plaży - Kenneth Anger jako Lucyfer - Brian Butler jako Magnus - Tadanobu Asano jako mężczyzna chowający psa w ziemi - Katy Saunders - Kerryn McMurdo - Cary Simon | - Rinko Kikuchi - Helena Christensen - Eva Dorrepaal - Rachel Korine - Taika Waititi - Rosey Chan - Vincenzo Amato - David Hornblow |

## Odbiór
Johnny Dee, redaktor czasopisma The Guardian, określił film jako „piękny”, „mistyczny” i „przerażający”. „Każdy z reżyserów 42 One Dream Rush jest niemal podprogowy w swojej zwięzłości”, pisał Dee.